# San Quentin
San Quentin je státní věznice v Kalifornii v USA, nedaleko San Francisca. Jde o nejstarší věznici v Kalifornii, která byla otevřena v roce 1852. Ve věznici se nachází cela smrti, ale pouze pro mužské vězně. Věznice má plynovou komoru, ale od roku 1996 se zde popravy provádějí smrtící injekcí. Věznice je dobře známa, protože je zmiňována ve filmech i v televizi, stala se také dějištěm příběhů z mnoha knih.
Videoklip St. Anger kapely Metallica byl natočen v San Quentinu. Koncert zde pořádal i Johnny Cash.

## Zařízení
Pozemek věznice zahrnuje 175 hektarů, samotná věznice zabírá 111 hektarů.
Od prosince 2008 má vězení navrhovanou kapacitu 3082 osob, ale celkový počet vězňů činí 5256.
Vězení má 1718 zaměstnanců a roční rozpočet 210 milionu amerických dolarů.

### Popravy
Všechny popravy v Kalifornii se musí uskutečnit v San Quentinu. Metody pro výkon poprav se s časem mění. V letech 1893 až 1937, bylo oběšeno 215 vězňů, poté bylo 169 lidí popraveno v plynové komoře. V roce 1995 byly zrušeny popravy v plynové komoře. V letech 1996 až 2006 bylo v San Quentinu popraveno 11 lidí smrtící injekcí.

## Známí vězni

### Současní
- Alejandro Avila – násilník a vrah pětileté Samanthy Runnion. Odsouzen k trestu smrti v roce 2005.
- Vincent Brothers – odsouzen k trestu smrti za vraždu pěti členů své rodiny, včetně tří dětí.
- Tiequon Aundray Cox – odsouzen k trestu smrti v roce 1986 za vraždy čtyř příbuzných bývalého hráče NFL Kermita Alexandera.
- Randy Steven Kraft – sériový vrah, odsouzen k smrti za vraždy 67 mladých mužů.

### Bývalí
- Stanley Williams
- Danny Trejo
- Richard Ramirez
- Charles Manson
- Gordon Stewart Northcott
- Rodney Alcala